# Edwin Catmull
Edwin Earl Catmull, detto Ed (Parkersburg, 31 marzo 1945), è un informatico, dirigente d'azienda e imprenditore statunitense.
Noto per i suoi importanti contributi nell'ambito della grafica computerizzata, è stato tra i fondatori ed è uno degli uomini chiave della casa di produzione cinematografica Pixar specializzata in animazione computerizzata, società che ha presieduto sin dall'inizio e per la quale è stato tra gli sviluppatori principali di RenderMan, software di rendering utilizzato per la realizzazione dei film in tecnica CGI.
Dal 2006 al 2018 è stato presidente sia dei Walt Disney Animation Studios che della Pixar, dopo l'acquisizione di quest'ultima da parte della Walt Disney Company. Al suo posto subentra nel ruolo il produttore Clark Spencer.

## Biografia
Nato nello stato della Virginia Occidentale, Ed Catmull ha vissuto sin da piccolo nello Utah, dove la sua famiglia, di religione mormone, si era trasferita.
Da piccolo Catmull fu influenzato dai film animati della Disney tra i quali Le avventure di Peter Pan e Pinocchio e iniziò a sognare di diventare un animatore. Realizzò così i suoi primi primitivi esperimenti di animazione con la tecnica del folioscope.
Invece di tentare la carriera nell'industria del cinema, decise di utilizzare altrove il suo talento e si rivolse alla fisica. Dal 1963 studiò quindi fisica e informatica all'Università dello Utah dove si laureò nel 1969.
Lavorò quindi come programmatore alla Boeing a Seattle per un breve periodo per poi ritornare nello Utah all'inizio degli anni settanta per completare il dottorato. Tornato all'università partecipò al programma ARPA come studente di Ivan Sutherland insieme a altri pionieri dell'informatica come Fred Parke, James H. Clark, John Warnock e Alan Kay.
Catmull poté utilizzare il rivoluzionario software grafico Sketchpad realizzato da Sutherland, precursore dei moderni sistemi CAD e intuì il potenziale offerto dalla grafica computerizzata nel mondo dell'animazione. In tal modo poté combinare il suo amore per i cartoni animati e le sue conoscenze tecnico-scientifiche. Da quel momento la sua principale aspirazione fu quella di realizzare un film interamente animato al computer. In quel periodo accompagnò Sutherland in California con lo scopo di convincere i dirigenti della Disney sulle potenzialità offerte dalla grafica computerizzata applicata all'animazione. La Disney offrì un lavoro a Catmull, ma non nel settore dell'animazione. Erano interessati all'utilizzo del computer per la progettazione delle attrazioni dei loro parchi di divertimento. Catmull rifiutò e tornò al suo lavoro accademico e di ricerca.
In questo periodo Catmull sviluppò alcune tecniche fondamentali nel mondo della grafica computerizzata, la cosiddetta texture mapping e l'applicazione delle spline bicubiche all'interpolazione tra frame. Inventò algoritmi per l'antialiasing e per la rifinitura delle superfici. Inoltre inventò in modo indipendente la tecnica detta z-buffering per la rappresentazione tridimensionale degli oggetti, tecnica che era stata però descritta alcuni mesi prima da Wolfgang Straßer nella sua tesi di dottorato.
Nel 1972 Ed Catmull diede il suo primo contributo all'industria cinematografica, con un'animazione della sua mano sinistra che fu poi utiliizzata nel film del 1976, Futureworld - 2000 anni nel futuro, primo film ad utilizzare tecniche CGI in 3D (sequel di Il mondo dei robot di Michael Crichton). La sequenza, conosciuta semplicemente come Una mano animata al computer (A Computed Animated Hand) è stata selezionata per entrare al far parte del catalogo del National Film Registry alla Biblioteca del Congresso degli Stati Uniti.
Nel 1974 Catmull ottenne il dottorato e fu assunto come programmatore dalla società Applicon specializzata in soluzione CAD/CAM. Nel novembre dello stesso anno però lascio il suo posto per essumere la direzione del nuovo laboratorio di grafica computerizzata del New York Institute of Technology.
Alexander Schure, multimilionario ed eccentrico presidente dell'Istituto, nutriva un grande interesse per l'animazione e stava lavorando a un progetto dedicato al personaggio di Tubby the Tuba che poi si concretizzò nel film omonimo del 1975. La lentezza con la quale il film veniva prodotto convinse Shure a contattare Catmull sperando che le rivoluzionarie tecnologie informatiche potessero essere d'aiuto nella realizzazione del suo progetto. Il film fu realizzato in gran parte con tecniche tradizionali, ma in alcune fasi servì da banco di prova per alcune delle idee di Catmull e dei tecnici che aveva radunato per il nuovo laboratorio, tra i quali il suo futuro socio Alvy Ray Smith. Inizialmente il lavoro consisteva nel produrre accessori che fossero d'aiuto alla animazione in 2D, accelerandone la fase produttiva. Uno dei primi risultati fu un programma denominato semplicemente Paint, una prima versione del più completo CAPS, poi utilizzato dalla Disney per la colorazione dei suoi lungometraggi in 2D. Il programma consentiva di realizzare in modo automatico la colorazione dei fotogrammi intermedi.
Catmull e i suoi abbandonarono presto l'animazione 2D e iniziarono a concentrarsi sulla grafica tridimensionale, cercando di utilizzarla nella produzione cinematografica. All fine degli anni settanta il laboratorio iniziò ad avere qualche problema per la mancanza di effettivi risultati, nonostante il progresso tecnologico in atto, ma il suo lavoro non mancò di attirare l'attenzione di alcuni nomi di Hollywood. Tra questi George Lucas e Francis Ford Coppola. Lucas incontrò Catmull nel 1979 e gli propose di mettersi a capo di un team di tecnici per sviluppare effetti grafici computerizati, tecnologie di audio digitale e video editing da utilizzare nel campo dell'intrattenimento. Il regista e produttore aveva già stretto accordi con la società di computer Triple-I alla quale aveva chiesto di realizzare un modello digitale del velivolo da combattimento X-Wing per il suo Guerre stellari. Anche se poi non fu usato, il modello diede a Lucas un'idea del potenziale della tecnologia CGI. Ed Catmull e Alvy Ray Smith sembrarono le persone giuste e Lucas fece vedere loro il modello dell'X-Wing. I due capirono subito che si poteva fare di meglio e, dopo un incontro in California, il team del laboratorio grafico del NYIT ebbe l'opportunità di lavorare con la grafica computerizzata per l'industria cinematografica. Nel 1979 Catmull abbandonò il suo incarico presso il NYIT e divenne vicepresidente della Computer Division della LucasFilm.
Alla LucasFilm, con il gruppo di ricercatori che si era portato dal NYIT, Catmull partecipò allo sviluppo di tecnologie di compositing tra immagini reali e animazioni digitali e in generale alle tecnologie legate al video editing, all'audio digitale e ai videogiochi. La società si specializzò anche nella produzione di software e hardware per la grafica digitale. La workstation Pixar Image Computer, che diede poi il nome alla futura casa cinematografica, fu utilizzata anche dalla Disney per la colorazione di alcuni suoi lungometraggi. Con l'arrivo dell'animatore di John Lasseter alla LucasFilm si completò il gruppo che di lì a qualche anno avrebbe rivoluzionato l'industria del cinema d'animazione. Nel 1984 la LucasFilm produsse il suo primo cortometraggio interamente realizzato con tecnologia CGI. Diretto da Alvy Ray Smith, The Adventures of André and Wally B. fu accolto con grande entusiasmo dagli addetti ai lavori e suscitò l'interesse di Steve Jobs, fondatore della Apple, che nel 1986 acquistò dalla LucasFilm la divisione diretta da Ed Catmull per dieci milioni di dollari trasformandola in Pixar.
Nella nuova società Catmull assunse il ruolo di responsabile del settore tecnico e partecipò attivamente allo sviluppo dell'applicativo RenderMan utilizzato per il rendering di Toy Story e dei successivi film Pixar. Alla fine degli anni ottanta, Jobs chiuse il settore hardware della società trasformandola in un vero e proprio studio di animazione, mantenendo però il controllo e lo sviluppo e la commercializzazione del software di rendering.
Ed Catmull rimase alla guida della Pixar insieme a Lasseter, Smith (che lasciò nel 1991) e al proprietario Jobs. Dopo l'acquisto della Pixar da parte della Disney nel 2006, l'amministratore delegato Bob Iger pose Catmull e Lasseter a capo del programma di rinnovamento degli studi Disney nella prestigiosa sede di Burbank. Nell'ottobre 2018, Catmull annunciò il suo ritiro da presidente degli studi d'animazione Disney e Pixar, dichiarando che sarebbe rimasto in azienda fino al luglio dell'anno successivo con il ruolo di consulente.

## Filmografia
| Anno | Film                                                     | Ruolo                                                   |
| ---- | -------------------------------------------------------- | ------------------------------------------------------- |
| 1972 | A Computer Animated Hand                                 | Regista, produttore                                     |
| 1982 | Star Trek II - L'ira di Khan                             | Computer grafica: Industrial Light & Magic              |
| 1995 | Toy Story - Il mondo dei giocattoli                      | Produttore esecutivo, Renderman(R) Software Development |
| 1998 | A Bug's Life - Megaminimondo                             | Team esecutivo - non accreditato                        |
| 1999 | Toy Story 2 - Woody e Buzz alla riscossa                 | Team esecutivo - non accreditato                        |
| 2001 | Monsters & Co.                                           | Team esecutivo - non accreditato                        |
| 2003 | Alla ricerca di Nemo                                     | Team esecutivo - non accreditato                        |
| 2004 | Gli Incredibili - Una "normale" famiglia di supereroi    | Team esecutivo - non accreditato                        |
| 2006 | Cars - Motori ruggenti                                   | Team esecutivo                                          |
| 2007 | I Robinson - Una famiglia spaziale                       | Team esecutivo                                          |
| 2007 | Ratatouille                                              | Team esecutivo                                          |
| 2008 | WALL-E                                                   | Pixar Senior Staff                                      |
| 2008 | Trilli                                                   | Team esecutivo: Pixar e Walt Disney Animation Studios   |
| 2008 | Bolt - Un eroe a quattro zampe                           | Team esecutivo                                          |
| 2009 | Up                                                       | Pixar Senior Staff                                      |
| 2009 | Trilli e il tesoro perduto                               | Team esecutivo: Pixar e Walt Disney Animation Studios   |
| 2009 | La principessa e il ranocchio                            | Disney Senior Staff                                     |
| 2010 | Toy Story 3 - La grande fuga                             | Team esecutivo Pixar                                    |
| 2010 | Trilli e il grande salvataggio                           | Team esecutivo: Pixar e Walt Disney Animation Studios   |
| 2010 | Rapunzel - L'intreccio della torre                       | Studio Leadership                                       |
| 2011 | Cars 2                                                   | Pixar Senior Leadership Team                            |
| 2011 | Winnie the Pooh - Nuove avventure nel Bosco dei 100 Acri | Studio Leadership                                       |
| 2012 | Ribelle - The Brave                                      | Pixar Senior Leadership Team                            |
| 2012 | Trilli e il segreto delle ali                            | Team esecutivo: Pixar e Walt Disney Animation Studios   |
| 2012 | Ralph Spaccatutto                                        | Studio Leadership                                       |
| 2013 | Monsters University                                      | Pixar Senior Leadership Team                            |
| 2013 | Planes                                                   | Studio Leadership: Walt Disney Animation Studios        |
| 2013 | Frozen                                                   | Studio Leadership                                       |
| 2014 | Trilli e la nave pirata                                  | Studio Leadership: Walt Disney Animation Studios        |
| 2014 | Planes 2 - Missione antincendio                          | Studio Leadership: Walt Disney Animation Studios        |
| 2014 | Big Hero 6                                               | Studio Leadership                                       |
| 2014 | Trilli e la creatura leggendaria                         | Studio Leadership: Walt Disney Animation Studios        |
| 2015 | Inside Out                                               | Pixar Senior Leadership Team                            |
| 2015 | Il viaggio di Arlo                                       | Pixar Senior Leadership Team                            |
| 2016 | Zootropolis                                              | Studio Leadership                                       |
| 2016 | Alla ricerca di Dory                                     | Pixar Senior Leadership Team                            |
| 2016 | Oceania                                                  | Studio Leadership                                       |
| 2017 | Cars 3                                                   | Pixar Senior Leadership Team                            |
| 2017 | Coco                                                     | Pixar Senior Leadership Team                            |
| 2018 | Gli Incredibili 2                                        | Pixar Senior Leadership Team                            |
| 2018 | Ralph spacca Internet                                    | Studio Leadership                                       |
| 2019 | Toy Story 4                                              | Pixar Senior Leadership Team                            |
| 2019 | Frozen II                                                | Studio Leadership                                       |
| 2020 | Onward                                                   | Pixar Senior Leadership Team                            |

## Riconoscimenti
Ed Catmull ha ottenuto due statuette Oscar da parte dell'AMPAS per il suo contributo alla grafica computerizzata applicata al mondo del cinema. Inoltre ha ottenuto due premi speciali tecnico-scientifici (con l'assegnazione di una targa e non di una statuetta) e un altro premio speciale rappresentato da un certificato che riconosce i meriti ottenuti in ambito tecnicologico nel cinema.
- 1992 - AMPAS, Premio tecnico-scientifico (Scientific and Engineering Award) con Loren Carpenter, Rob Cook, Tom Porter, Pat Hanrahan, Tony Apodaca e Darwyn Peachey «per lo sviluppo di RenderMan, applicativo che produce immagini utilizzate in film a partire dalla descrizione computerizzata in tre dimensioni del loro aspetto e delle ombre.»[19]
- 1995 - AMPAS, Premio tecnico-scientifico (Scientific and Engineering Award) con Alvy Ray Smith, Thomas Porter e Tom Duff «per le loro pionieristiche invenzioni nel campo del compositing digitale delle immagini.»[19]
- 2000 - AMPAS, Oscar al merito tecnico-scientifico (Award of Merit) con Rob Cook, Loren Carpenter «per il loro significativo contributo al progresso nel campo del rendering cinematografico esemplificato da RenderMan della Pixar.»[19]
- 2005 - AMPAS, Premio per il risultato tecnologico (Technical Achievement Award) con Tony DeRose e Jos Stam «per la loro implementazione scientifica e pratica della suddivisione delle superfici come tecnica di modellazione della produzione cinematografica.»[19]
- 2006 - IEEE, John von Neumann Medal
- 2008 - AMPAS, Premio Gordon E. Sawyer (Oscar)[20]
- 2019 - Association for Computing Machinery, Premio Turing per i contributi fondamentali alla Computer grafica 3D, e l'impatto della Computer-generated imagery (CGI) nel cinema ed altre applicazioni.[21]

Nel 2013 Catmull è stato inserito nella Hall of Fellows del Museo della Storia del Computer di Mountain View per il suo lavoro pionieristico nel campo della grafica computerizzata, dell'animazione e del cinema.